# Drosophila maculinotata
Drosophila maculinotata är en tvåvingeart som beskrevs av Toyohi Okada 1956. Drosophila maculinotata ingår i släktet Drosophila och familjen daggflugor.
Artens utbredningsområde är Japan.